# Dashbaatar
 (février 2017).
Si vous disposez d'ouvrages ou d'articles de référence ou si vous connaissez des sites web de qualité traitant du thème abordé ici, merci de compléter l'article en donnant les références utiles à sa vérifiabilité et en les liant à la section « Notes et références ».
Dashbaatar (mongol : ᠳᠠᠰᠢᠪᠠᠭᠠᠲᠤᠷ, cyrillique : Дашбаатар), parfois orthographié Daiching Batur, Dashi Bathur ou encore Dashi Bator (du chinois : 达什巴图尔 ; pinyin : dáshí bātúěr) est un khan mongol du Khanat qoshot (ou khoshuud), et roi du Tibet. Il est le fils de Güshi Khan et a pour fils Lobsang Tendzin, Il succède à son frère Dayan Otchir Khan et le fils de ce dernier, Gonchig Dalaï Khan, lui succède.